# 문멜로

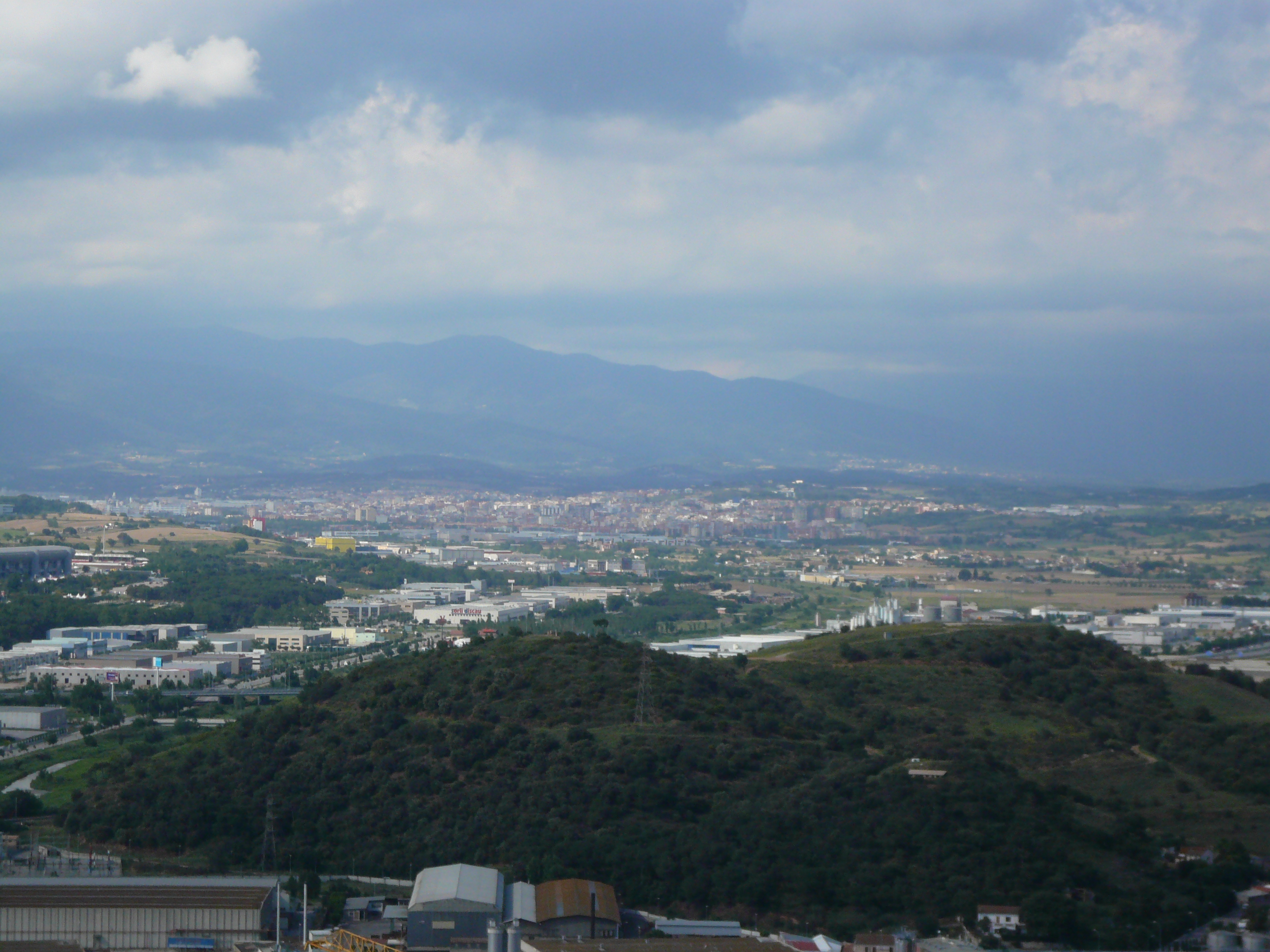

문멜로(Montmeló)는 스페인 카탈루냐 지방 바르셀로나주의 도시이다. 바르셀로나 카탈루냐 서킷이 있는 도시로, 포뮬러 원의 스페인 그랑프리와 모토GP의 카탈루냐 그랑프리가 열린다. 2014년 기준으로 인구는 8,863명이다.